# بحران کورفو
بحران کورفو (انگلیسی: Corfu incident) بحرانی دیپلماتیک بین پادشاهی یونان و پادشاهی ایتالیا در سال ۱۹۲۳ بود. این بحران وقتی شروع شد که فرمانده‌ای ایتالیایی که برای مدیریت کمیسیونی برای حل اختلاف بین آلبانی و یونان به قلمرو یونان سفر کرده بود به همراه کارکنانش کشته شد. در پاسخ بنیتو موسولینی اولتیماتومی سخت‌گیرانه به یونان داد و زمانی که یونان این اولتیماتوم را تمام و کمال نپذیرفت، موسولینی نیروهایی را برای بمباران و تصرف کورفو اعزام کرد. موسولینی همچنین در جامعه ملل ایستاد و اعلام کرد ایتالیا تنها در صورتی کورفو را ترک می‌کند که اولتیماتوم و همچنین درخواست غرامت «اشغال کورفو» و حکمیت آن پذیرفته شد. در نهایت جامعهٔ ملل به خواسته‌های موسولینی تن در داد. واقعهٔ کورفو از اولین مواردی بود که ضعف جامعهٔ ملل در برخورد با قدرت‌های بزرگ آشکار می‌شد و باعث افزایش محبوبیت موسولینی در داخل ایتالیا و نمایش از سیاست خارجی فاشیسم در سطح جهان شد.

## پیش‌زمینه
مرزهای شهریارنشین آلبانی در جریان کنفرانس صلح پاریس (۱۹۱۹) در ۱۹۱۹ تعیین نشده بودند و مسئله بر عهدهٔ جامعه گذاشته شده بود. تا ۱۹۲۱ این مسئله هنوز حل نشده بود به وضعیتی آشفته انجامیده بود. ارتش پادشاهی یونان عملیاتی نظامی در جنوب آبانی انجام داد. نیروهای پادشاهی یوگسلاوی (پادشاهی صرب‌ها، کراوات‌ها، و اسلوها) هم در شمال آلبانی پس از درگیری با طوایف آلبانیایی وارد معرکه شدند. جامعه ملل کمیته‌ای از نمایندگان قدرت‌های مختلف به منطقه اعزام کرد. در نوامبر ۱۹۲۱، جامعه ملل تصمیم گرفت که مرزهای آلبانی باید (به استثنای سه تغییر کوچک به نفع یوگسلاوی) به مرزهای ۱۹۱۳ بازگردانده شوند. یوگسلاوی به این تصمیم اعتراض کرد، ولی نیروهای آن چند هفته بعد منطقه را ترک کردند.

## ترور تلینی و واکنش ایتالیا و یونان
مرزهای آلبانی در ۲۴ اوت ۱۹۲۳ با ترور ژنرال ایتالیایی انریکو تلینی و چهار نفر از دستیارانش باز موجب درگیری‌های بین‌المللی شد. اجلاس سفیران تلینی و دستیارانش را به مرز یونان و آلبانی فرستاده بود تا مرز جدید بین دو کشور را نشانه‌گذاری کنند. رهبر ایتالیا بنیتو موسولینی از این رویداد به خشم آمد هشدار داد که کمیته‌ای باید طی پنج روز مسئله را بررسی کند و فارغ از نتیجهٔ پرونده، یونان باید به ایتالیا پنجاه میلیون لیر ایتالیا غرامت بپردازد، چرا که قتل در خاک یونان اتفاق افتاده بود. یونان در پاسخ موسولینی اعلام کرد که تنها در صورتی به ایتالیا غرامت می‌پردازد که ثابت شود جرم را یونانی‌ها مرتکب شده‌اند.

## تصرف کورفو
در واکنش به پاسخ یونانی‌ها، موسولینی در ۳۱ اوت ۱۹۲۳ یک ناو جنگی به جزیرهٔ کورفو اعزام کرد تا آن را بمباران کند، و نیروهای ایتالیایی جزیره را تصرف کردند. این اقدام موسولینی ناقض میثاق جامعه ملل بود و یونان از جامعه خواست تا وضعیت را حل کند. متفقین، پس از اصرار موسولینی، تصمیم گرفتند که اجلاس سفیران مسئول حل این اختلاف است، چرا که تلینی را این سازمان به مأموریت فرستاده بود.

## رأی نهایی
شورای اجرایی جامعه اختلاف را بررسی کرد، ولی یافته‌هایش را به اجلاس سفیران ارائه داد تا سفیران رأی نهایی را صار کنند. اجلاس سفیران اغلب پیشنهادهای جامعه را پذیرفت و یونان را مجبور کرد که پنجاه میلیون لیر به ایتالیا غرامت بدهد. بااین‌همه مجرمان اصلی قتل هرگز پیدا نشدند.
در ۲۷ سپتامبر پرچم ایتالیا از کورفو پایین آمد و نیروهای ایتالیایی این جزیره را ترک کردند.

## پیامد
واقعهٔ کورفو از اولین مواردی بود که ضعف جامعهٔ ملل در برخورد با قدرت‌های بزرگ آشکار می‌شد و باعث افزایش محبوبیت موسولینی در داخل ایتالیا و نمایش از سیاست خارجی فاشیسم در سطح جهان شد.